# Eiji Yoshikawa
Eiji Yoshikawa (japonès: 吉川 英治, Yoshikawa Eiji) (11 d'agost de 1892 — 7 de setembre de 1962) va ser un novel·lista històric japonès, probablement un dels millors i autors més famosos del gènere. Entre les seves novel·les més conegudes, moltes són revisions d'obres anteriors. Va ser influenciat principalment per clàssics com Heike monogatari, Genji Monogatari, Marge d'Aigua i Romanç dels Tres Regnes, molts dels quals van ser posteriorment narrats per ell. Per exemple, Yoshikawa va prendre el manuscrit de Taiko, d'aproximadament 15 volums, per després narrar-ho en un llenguatge més senzill i comprensible. Els seus altres llibres també tenen propòsits similars i, encara que moltes de les seves novel·les no són originals, va crear una gran quantitat d'obres i va renovar l'interès en la història passada. Va ser premiat amb l'Orde al Mèrit Cultural el 1960, l'Orde del Tresor Sagrat i el Premi d'Art Mainichi, just abans de morir de càncer el 1962. És reconegut com un dels millors novel·listes històrics del Japó i fins i tot d'arreu del món.

## Biografia
Va néixer amb el nom de Hidetsugu Yoshikawa (吉川英次 Yoshikawa Hidetsugu) a la prefectura de Kanagawa, en el que ara forma part del barri de Minami-ku a Yokohama. A causa del negoci fracassat del seu pare, va haver d'abandonar l'escola primària per treballar amb onze anys. Amb divuit, després d'un greu accident de treball en els molls de Yokohama que gairebé li costa la vida, es va traslladar a Tòquio i es va convertir en aprenent en un taller de lacat. Sobre aquesta època va començar a interessar-se en el còmic haiku. Es va unir a una societat de poesia i va començar a escriure còmic haiku sota el pseudònim de Kijiro.
El 1914, amb Relats d'Enoshima, va guanyar el primer premi en un concurs d'escriptura de novel·les patrocinat per l'editorial Kōdansha. El 1921 va començar a col·laborar en el diari Maiyu Shinbun, i l'any següent va començar a publicar les seves sèries, començant amb La vida de Shinran.
El 1923 es va casar amb Yasu Azukawa, en el mateix any en què va succeir el gran terratrèmol de Kantō. La seva experiència en el terratrèmol va afermar la seva voluntat de fer de l'escriptura la seva carrera. En els anys següents va publicar històries en diferents publicacions periòdiques de Kodansha, fet que el va dur a ser considerat com el seu autor número u. Va utilitzar dinou pseudònims abans d'adoptar el nom d'Eiji Yoshikawa. La primera vegada que va usar aquest nom va ser amb la sèrie Sword Trouble, Woman Trouble. El seu nom es va convertir en una paraula d'ús comú després de la serializació de Secret Record of Naruto a l'Osaka Mainichi Shinbun. Des de llavors, les ganes del públic pel seu estil d'escriptura èpica van ser insaciables.
A principis de la dècada de 1930, el seu estil es va tornar introspectiu, reflectint els creixents problemes que hi havia en la seva vida personal. Però, el 1935, amb la serialització de Musashi en l'Asahi Shinbun sobre el famós guerrer Miyamoto Musashi, el seu estil es va afermar en el gènere de la ficció èpica històrica.
Després de l'esclat de la Segona Guerra Sinojaponesa contra la Xina el 1937, el diari Asahi Shinbun va enviar-lo al camp de batalla com a corresponsal. Durant aquest temps, es va divorciar de Yasu Akazawa i es va casar amb Fumiko Ikedo. Durant la guerra va continuar escrivint novel·les i va rebre algunes influències de la cultura xinesa. Entre les obres realitzades en aquest període es troben Taiko i la seva narració del Romanç dels Tres Regnes.
Al final de la guerra, va deixar d'escriure i es va retirar, establint-se a Yoshino, actualment Oumeshi, als afores de Tòquio, però aviat va començar a escriure de nou, el 1947. Entre els seus treballs de la postguerra, destaquen Nou Relat del Heike, publicat en el setmanari Asahi (1950), i A Private Record of the Pacific War (1958).

## Obra
L'editorial japonesa Kodansha publica una sèrie de 80 volums: Yoshikawa Eiji Rekishi Jidai Bunko, o Eiji Yoshikawa's Historical Fiction in Paperback. Kodansha numera les sèries de la 1 a la 80.
- 1 - 剣難女難 (Kennan Jonan) - Sword Trouble, Woman Trouble
- 2 - 4 (en tres volums) - 鳴門秘帖 (Naruto Hitcho) - Secret Record of Naruto
- 5 - 7 (en tres volums) - 江戸三國志 (Edo Sangoku-shi) - The Three Kingdoms of Edo
- 8 - かんかん虫は唄う (Kankan Mushi wa Utau) - "Kan-kan the insect sings" and other stories
- 9 - 牢獄の花嫁 (Rougoku no Hanayome) - The Jail Bride
- 10 - 松の露八 (Matsu no Rohachi) - Rohachi of the Pines
- 11 - 13 (en tres volúmenes) - 親鸞 (Shinran)
- 14 - 21 (en ocho volúmenes) - 宮本武蔵 (Miyamoto Musashi)
- 22 - 32 (en once volúmenes) - 新書太閣記 (Shinsho Taiko ki) - Paperback Life of the Taiko
- 33 - 40 (en vuit volums) - 三國志 (Sangoku shi) - Romance of the Three Kingdoms
- 41 - 42 (en dos volums) - 源頼朝 (Minamoto Yoritomo)
- 43 - 上杉謙信 (Uesugi Kenshin)
- 44 - 黒田如水 (Kuroda Yoshitaka)
- 45 - 大岡越前 (Ooka Echizen)
- 46 - 平の将門 (Taira no Masakado)
- 47 - 62 (en setze volums) - 新家物語 (Shin Heike monogatari) - Nuevo relato del Heike
- 63 - 70 (en vuit volums) - 私本太平記 (Shihon Taihei ki) - Private Record of the Pacific War
- 71 - 74 (en quatre volums) - 新水滸伝 (Shin Suikoden) - New Tales from the Water Margin
- 75 - 治朗吉格子 (Jirokichi Goshi) - "Jirokichi Goshi" i altres històries
- 76 - 柳生月影沙 (Yagyu Tsukikage sho) - "The Papers of Yagyu Tsukikage" and other stories
- 77 - 忘れ残りの記 (Wasurenokori no ki) - Record of Things Left Unforgotten
- 78 - 80 (en tres volums) - 神州天馬侠 (Shinshu Tenma Kyo)